# Kościół Narodzenia św. Jana Chrzciciela w Lanckoronie
Kościół Narodzenia Świętego Jana Chrzciciela – rzymskokatolicki kościół parafialny w Lanckoronie należący do dekanatu Kalwaria archidiecezji krakowskiej.
Budowa świątyni została rozpoczęta w XIV wieku. W 1336 roku Kazimierz III Wielki funduje i uposaża kościół pod zamkiem znajdującym się na Górze Lanckorońskiej. W połowie XVI wieku świątynia została przebudowana. Konsekracja świątyni odbyła się 29 września 1649 roku. Dokonał jej biskup Wojciech Lipnicki. W czasie potopu szwedzkiego kościół został zniszczony. W 1712 roku do nawy została dobudowana Kaplica Różańcowa z barokowym ołtarzem i obrazem Wojciecha Eljasza, przedstawiającym Matkę Bożą z Dzieciątkiem. Ponownie świątynia została zniszczona w wyniku podpalenia przez Rosjan w czasie konfederacji barskiej.
 Dobudowana w XIX wieku, w zachodniej części świątyni drewniana wieża została zastąpiona murowaną pod koniec tegoż wieku. Po tej przebudowie w 1894 roku kościół został poświęcony przez księdza Antoniego Opidowicza z Sułkowic. Na początku XX wieku została wyremontowana wieża świątyni. W kolejnych latach obiekt gruntownie odrestaurowano. Wówczas powstała na zewnętrznej wschodniej ścianie prezbiterium tzw. Golgota, której autorem jest Juliusz Słabiak. Projektantami wykonanej w tym czasie polichromii są malarze Stefan Brzozowski i Władysław Jastrzębski, z kolei projektantem witraży jest profesor Adam Bunsch. W ubiegłym wieku została również odnowiona elewacja świątyni oraz naprawiano pokrycie dachowe. W związku z tym obecne wyposażenie świątyni powstało w różnych epokach: późnym renesansie (ołtarz główny), baroku (chrzcielnica, obraz Chrzest Chrystusa) i rokoku (ołtarz boczny). 

## Galeria

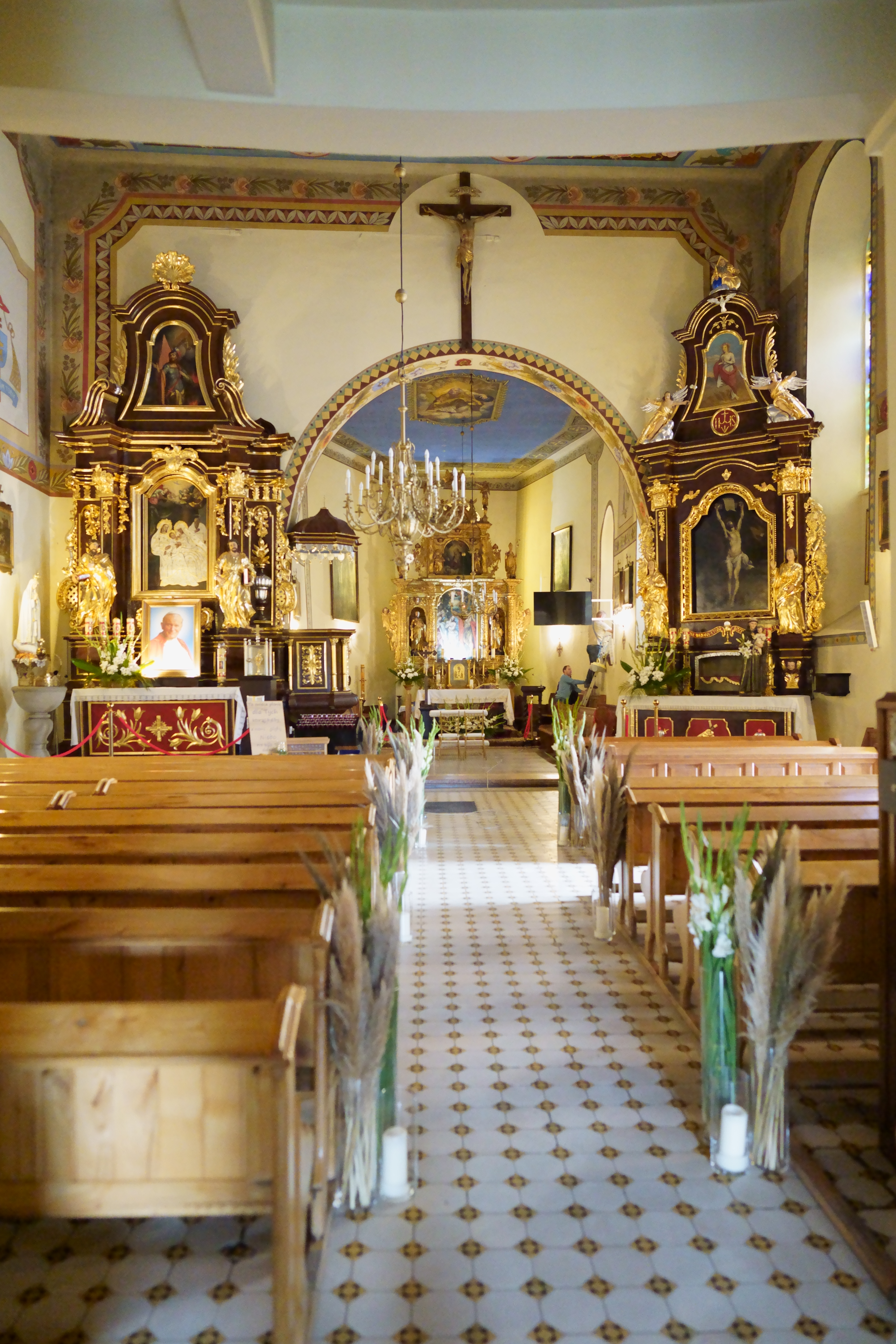
Wnętrze
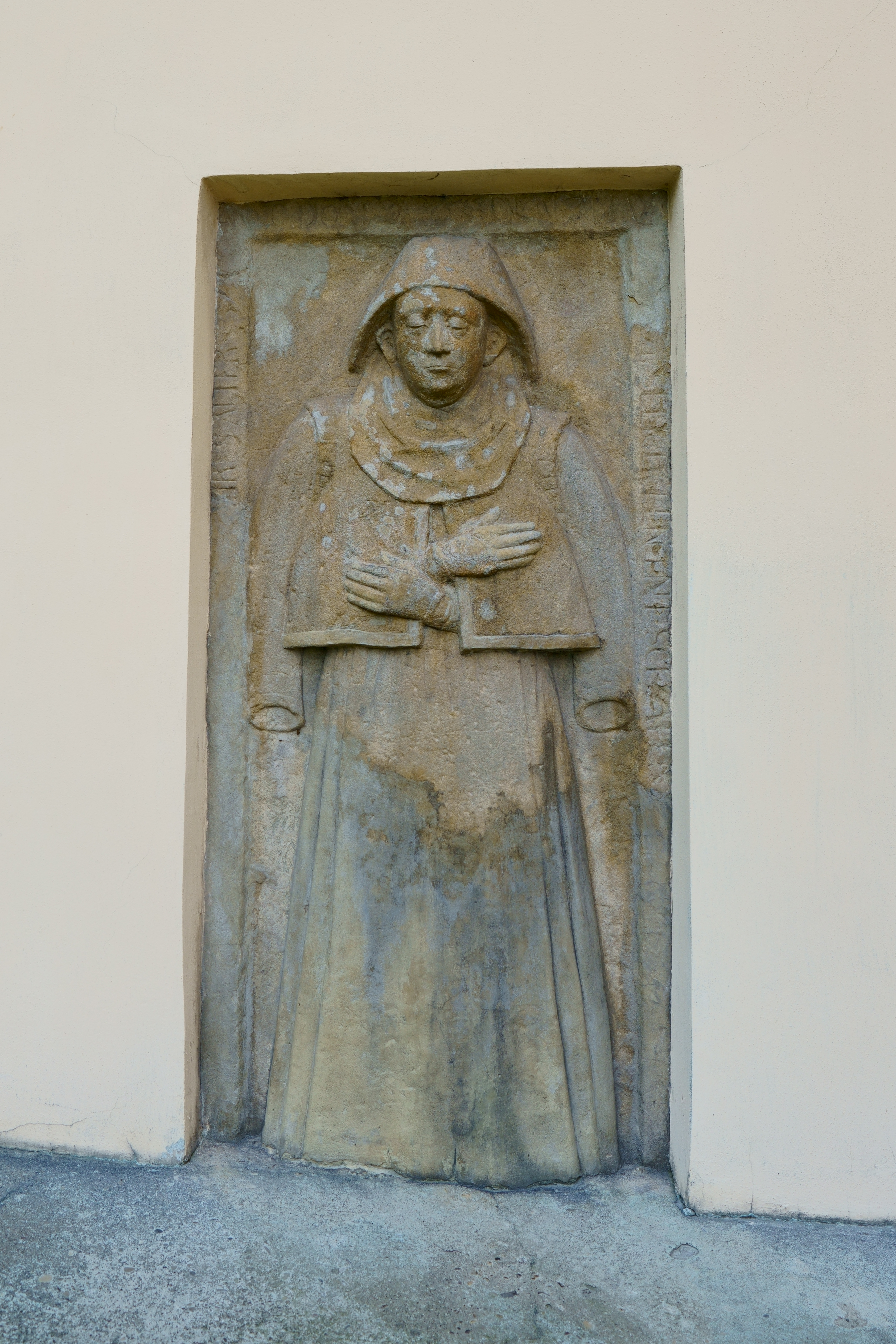
Płyta nagrobna Teresy Liers z XVII wieku wmurowana w ścianę kościoła
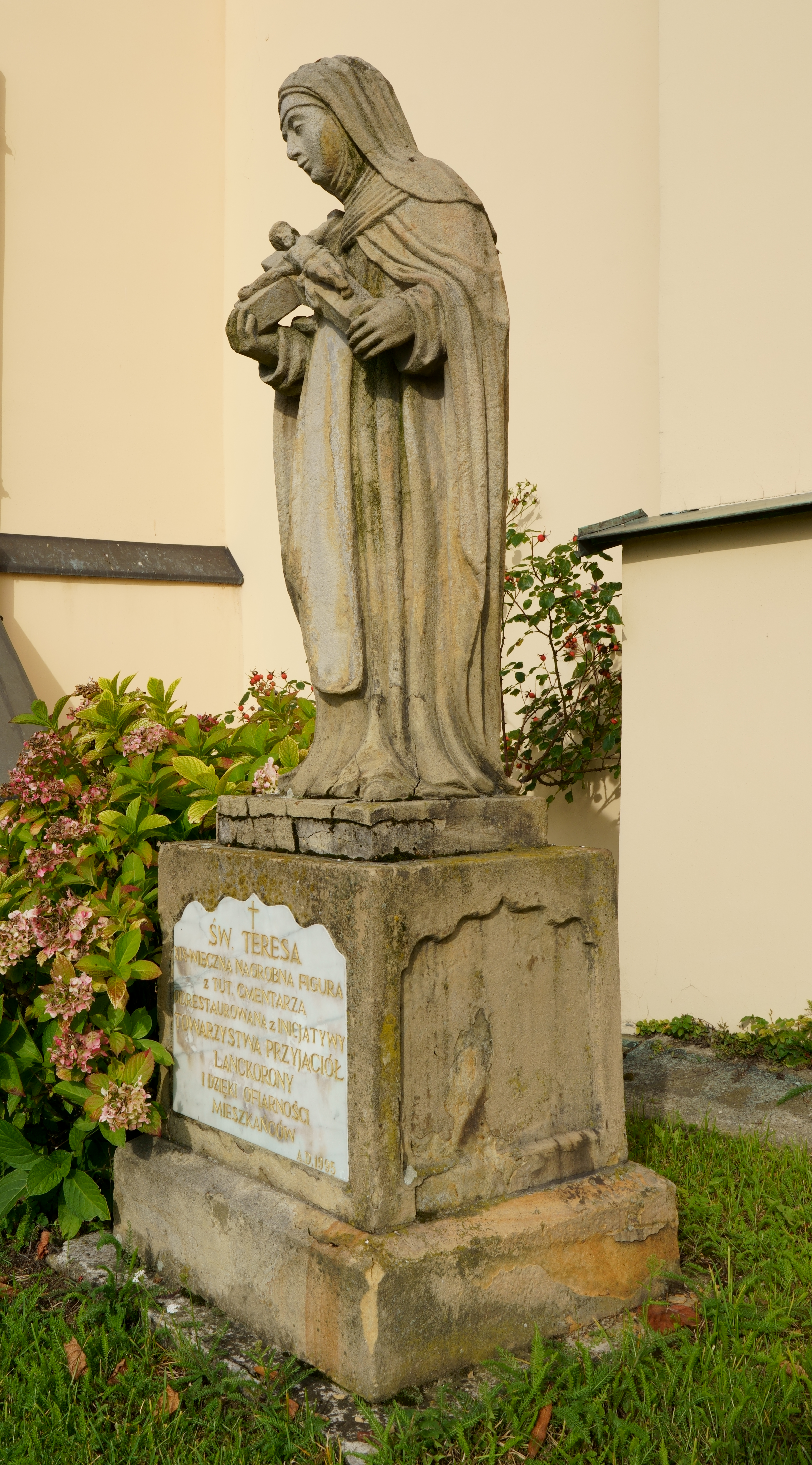
Figura św. Teresy przeniesiona z cmentarza
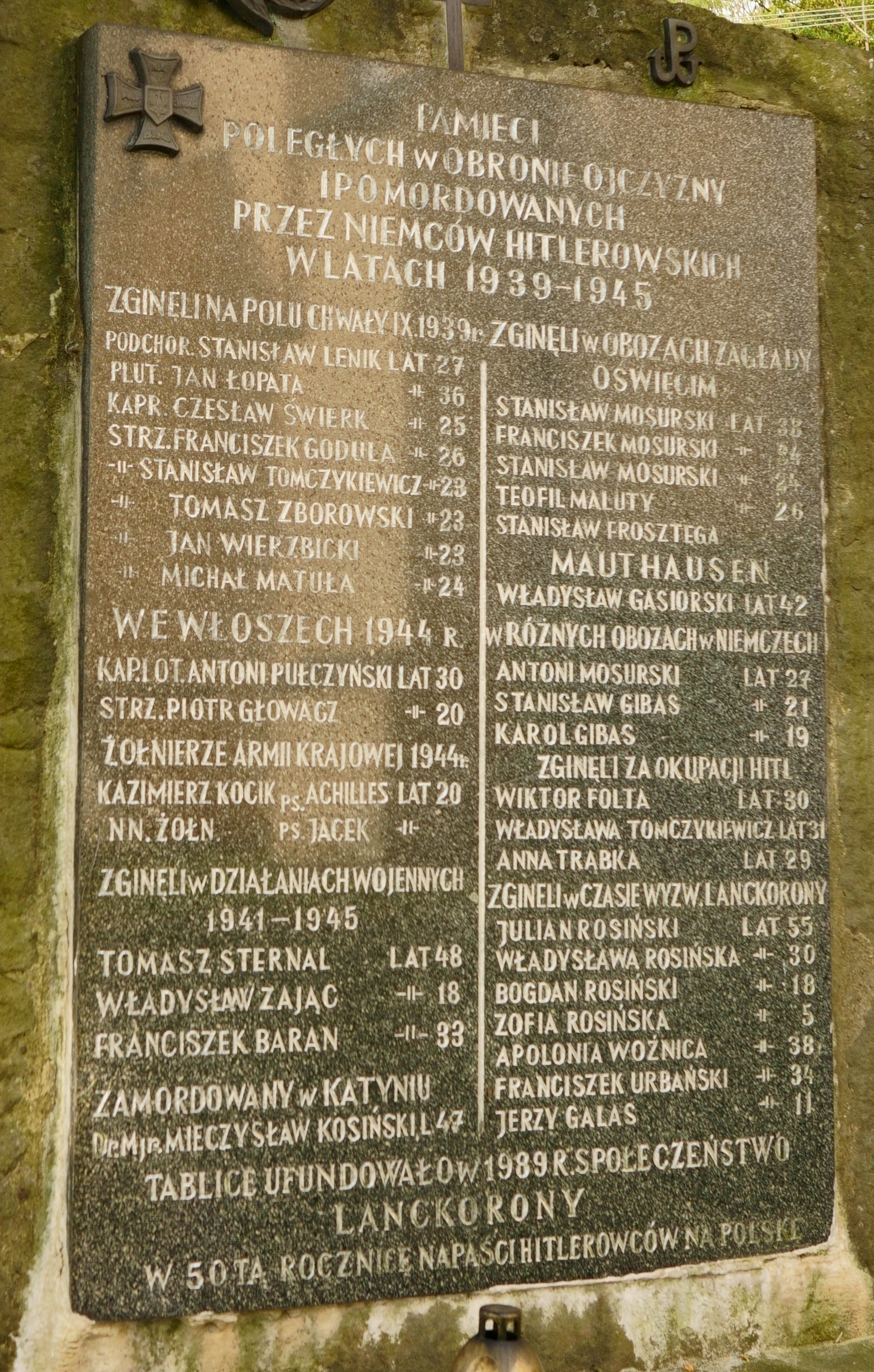
Tablica pamiątkowa przed kościołem